# Zápas řecko-římský na Letních olympijských hrách 2004 – seznam účastníků
Seznam účastníků LOH v Athénách v zápasu řecko-římském vykrystalizoval z olympijské kvalifikace konané v období od září 2003 do konce března 2004 formou kvalifikačních turnajů.

## Pořadatelská země
Řecko v první fázi olympijské kvalifikace v případě účasti v olympijské váhové kategorii získalo automaticky účastnickou kvótu.

## Seznam kvalifikačních turnajů
| fáze   | datum                  | název kvalifikačního turnaje             | místo    | počet kvót |
| fáze   | datum                  | název kvalifikačního turnaje             | místo    | muži       |
| ------ | ---------------------- | ---------------------------------------- | -------- | ---------- |
| 1.     | 2. až 5. října 2003    | Mistrovství světa v zápasu řecko-římském | Créteil  | 70 + 7     |
| 2.     | 28. až 29. února 2004  | 1. světová olympijská kvalifikace        | Novi Sad | 35         |
| 3.     | 13. až 14. března 2004 | 2. světová olympijská kvalifikace        | Taškent  | 28         |
| celkem | celkem                 | celkem                                   | celkem   | 140        |

## Kontinentální kvóty mužů

### Evropa
| země   | −55 kg                | −60 kg                        | −66 kg                           | −74 kg                                | −84 kg                                   | −96 kg                                  | −120 kg                               | celkem              |
| ------ | --------------------- | ----------------------------- | -------------------------------- | ------------------------------------- | ---------------------------------------- | --------------------------------------- | ------------------------------------- | ------------------- |
| GRE    | Artem KjuregjanMSh    | Christos GikasMSh             | Jorgos BukisMSh Kostas ArkudeasN | Jorgos DziolasMSh Alexis KolicopulosN | Theodoros TunusidisMSh Dimitris AvramisN | Kostas ThanosMS Jorgos KuciumbasN       | Xenos KuciumbasMS                     | 7*                  |
| RUS    | Hejdar MammadalijevS2 | Alexej ŠevcovS1               | Ambako VačadzeS1 Maxim SemjonovN | Alexej GluškovMS Varteres SamurgaševN | Alexej MišinS1                           | Alexandr BezručkinMS Giorgi KoguašviliN | Chasan BarojevMS                      | 7                   |
| GEO    | Irakli ČočuaS1        | Akaki ČačuaMS                 | Manučar KvirkvelijaMS            | —                                     | Muchran VachtangadzeMS                   | Ramaz NozadzeMS                         | Mirian GiorgadzeS1                    | 6                   |
| POL    | Dariusz JabłońskiMS   | Włodzimierz ZawadzkiMS        | Ryszard WolnyS2                  | Radosław TruszkowskiS1                | —                                        | Marek SitnikMSx                         | Marek MikulskiS2                      | 6                   |
| TUR    | Ercan YıldızS1        | Bünyamin EmikMS Şeref TüfenkN | Şeref EroğluMS                   | —                                     | Hamza YerlikayaMS                        | Mehmet ÖzalS1                           | Yekta Yılmaz GülS1                    | 6                   |
| UKR    | Oleksij VakulenkoMS   | Oleksandr ChvoščMS            | Armen VardanjanMS                | Volodymyr ŠackychMS                   | Oleksandr DarahanS1                      | Davit SaldadzeMS                        | —                                     | 6                   |
| BUL    | —                     | Armen NazarjanMS              | Nikolaj GergovS1                 | —                                     | Vladislav MetodievS2                     | Ali MollovS1 Kalojan DinčevN            | Sergej MurejkoMS                      | 5                   |
| HUN    | István MajorosS1      | —                             | Levente FüredyMS                 | Tamás BerziczaS2                      | —                                        | Lajos VirágMS                           | Mihály Deák-BárdosMS                  | 5                   |
| SWE    | —                     | —                             | Jimmy SamuelssonMS               | Mohammad BabulfathS1                  | Ara Abra'amjanMS                         | Martin LidbergMS                        | Eddy BengtssonS1                      | 5                   |
| BLR    | —                     | —                             | —                                | Alexandr KikiňovMS                    | Vjačeslav MakarenkoMS                    | Sergej LištvanS2                        | Dmitrij DěbelkaMSx Andrej ČechovskojN | 4                   |
| GER    | —                     | Jurij KohlMS                  | Jannis ZamanduridisMS            | Konstantin SchneiderMS                | —                                        | Mirko EnglichMS                         | —                                     | 4                   |
| ARM    | —                     | —                             | Vaginak GalstjanMS               | —                                     | Levon GegamjanS2                         | —                                       | Ajkaz GalstjanMS                      | 3                   |
| AZE    | —                     | Vitali RahimovS2              | Farid MansurovMS                 | Vugar AslanovMS                       | —                                        | —                                       | —                                     | 3                   |
| ISR    | —                     | —                             | —                                | Jakov ManširovMS                      | Goča CicijašviliMS                       | —                                       | Jurij JevsejčykS1                     | 3                   |
| ITA    | —                     | Paolo FucileS1                | —                                | —                                     | Andrea MinguzziS1                        | —                                       | Giuseppe GiuntaS2,ZR                  | 2 (3)               |
| LTU    | Svajūnas AdomaitisMS  | —                             | —                                | —                                     | —                                        | Mindaugas EžerskisS1                    | Mindaugas MizgaitisMS                 | 3                   |
| ROU    | Marian SanduMS        | Eusebiu DiaconuMS             | —                                | —                                     | —                                        | Petru SudureacS2                        | —                                     | 3                   |
| CZE    | Petr ŠvehlaMS         | —                             | —                                | —                                     | —                                        | —                                       | David VálaS2                          | 2                   |
| ESP    | —                     | —                             | Moisés SánchezS2                 | José Alberto RecueroS2                | —                                        | —                                       | —                                     | 2                   |
| FIN    | —                     | —                             | —                                | Marko Yli-HannukselaMS                | —                                        | —                                       | Juha AhokasMS                         | 2                   |
| FRA    | —                     | —                             | —                                | —                                     | Mélonin NoumonviMS                       | —                                       | Yannick SzczepaniakMS                 | 2                   |
| DEN    | Håkan NyblomMS        | —                             | —                                | —                                     | —                                        | —                                       | —                                     | 1                   |
| EST    | —                     | —                             | —                                | —                                     | Tarvi ThombergMS                         | —                                       | —                                     | 1                   |
| NOR    | —                     | —                             | —                                | —                                     | Fritz AanesMS                            | —                                       | —                                     | 1                   |
| SCG    | —                     | Davor ŠtefanekS1d             | —                                | —                                     | —                                        | —                                       | —                                     | 1                   |
| SCG    | —                     | Davor ŠtefanekS2              | —                                | —                                     | —                                        | —                                       | —                                     | 1                   |
| SUI    | —                     | —                             | —                                | Reto BucherS2                         | —                                        | —                                       | —                                     | 1                   |
| SVK    | —                     | —                             | —                                | —                                     | Attila BátkyMS                           | —                                       | —                                     | 1                   |
| celkem | 11 kvót               | 12 kvót                       | 13 kvót                          | 13 kvót                               | 15 kvót                                  | 13 kvót                                 | 15 kvót                               | 92 kvót pro 27 zemí |

### Asie
| země   | −55 kg                 | −60 kg                      | −66 kg               | −74 kg                      | −84 kg                | −96 kg              | −120 kg            | celkem             |
| ------ | ---------------------- | --------------------------- | -------------------- | --------------------------- | --------------------- | ------------------- | ------------------ | ------------------ |
| IRI    | Hasan RangrazMS        | Alí AškáníS2                | Parvíz ZeídvandS1    | —                           | Behrúz DžamšídíS2     | Masúd HášemzadeS2   | Sadžád BarzíS2     | 6                  |
| KAZ    | Nurbakyt TengizbajevS2 | Nurlan KojdžajganovS2       | Mchitar ManukjanS1   | Danil ChalimovMS            | —                     | Aset MambetovS2     | Giorgi CurcumijaMS | 6                  |
| KGZ    | Uran KalilovMS         | —                           | Kanatbek BegalijevS2 | Danijar KöbönovS2           | Džanarbek KendžejevS1 | Gennadi ČchajidzeMS | —                  | 5                  |
| JPN    | Masatoši TojotaS2      | Makoto SasamotoS1           | —                    | Kacuhiko NagataMS           | Šingo MatsumotoS2     | —                   | —                  | 4                  |
| KOR    | Im Te-wonMS            | Čong Či-hjonS1              | Kim In-sopMS         | Kim Čin-suMS Čchö Tok-hunMS | —                     | —                   | —                  | 4                  |
| CHN    | Šeng ŤiangS1           | Wang Šu-kangS1d AilinuerN   | —                    | SaiyinjiyaS1                | —                     | —                   | —                  | 3 (2)              |
| UZB    | —                      | Asliddin XudoyberdiyevS1,DQ | —                    | Aleksandre DochturišviliS1  | —                     | Alexej ČeglakovMS   | —                  | 2 (3)              |
| IND    | Mukeš ChatriS2         | —                           | —                    | —                           | —                     | —                   | —                  | 1                  |
| celkem | 7 kvót                 | 5 kvót                      | 4 kvóty              | 6 kvót                      | 3 kvóty               | 4 kvóty             | 2 kvóty            | 31 kvót pro 8 zemí |

### Amerika
| země   | −55 kg                         | −60 kg           | −66 kg                       | −74 kg            | −84 kg        | −96 kg           | −120 kg           | celkem             |
| ------ | ------------------------------ | ---------------- | ---------------------------- | ----------------- | ------------- | ---------------- | ----------------- | ------------------ |
| CUB    | Lázaro RivasMS                 | Roberto MonzónMS | Juan MarénS2                 | Filiberto AzcuyS1 | —             | Ernesto PeñaS1   | Mijaín LópezS1    | 6                  |
| USA    | Brandon PaulsonS1 Dennis HallN | Jim GruenwaldMS  | Kevin BrackenS1 Gordon WoodN | —                 | Brad VeringMS | Garrett LowneyS1 | Rulon GardnerMS   | 6                  |
| COL    | —                              | —                | Luis IzquierdoMS             | —                 | —             | —                | —                 | 1                  |
| VEN    | —                              | —                | —                            | —                 | —             | —                | Rafael BarrenoS2d | 1 (0)              |
| celkem | 2 kvóty                        | 2 kvóty          | 3 kvóty                      | 1 kvóta           | 1 kvóta       | 2 kvóty          | 3 kvóty           | 14 kvót pro 4 země |

### Afrika
| země   | −55 kg | −60 kg          | −66 kg | −74 kg | −84 kg               | −96 kg        | −120 kg | celkem             |
| ------ | ------ | --------------- | ------ | ------ | -------------------- | ------------- | ------- | ------------------ |
| EGY    | —      | Ašraf GarablyMS | —      | —      | Mohamed AbdelfatahS1 | Karam GaberMS | —       | 3                  |
| celkem | 0 kvót | 1 kvóta         | 0 kvót | 0 kvót | 1 kvóta              | 1 kvóta       | 0 kvót  | 3 kvóty pro 1 zemi |

### Oceánie
bez zastoupení
pozn:
- Škrtnutí klasici nebyli na olympijské hry nominováni nebo nestartovali kvůli zranění, prokázanému dopingu, případně z jiného důvodu.
- Klasik s indexem MS vybojoval kvótu pro svoji zemi na mistrovství světa.
- Klasik s indexem MSh jako zástupci hostující země (Řecko) vybojovali účastí v první fázi olympijské kvalifikace účastnickou kvótu.
- Klasik s indexem MSx skončil v první fázi kvalifikace na 11. místě, ale získal kvótu pro svoji zemi na základně umístění zástupce hostitelské země v top10.
- Klasik s indexem S1 vybojoval kvótu pro svoji zemi na 1. světové olympijské kvalifikaci
- Klasik s indexem S1d dostal kvótu pro svoji zemi na světové olympijské kvalifikaci č.1. dodatečně.
- Klasik s indexem S2 vybojoval kvótu pro svoji zemi na 2. světové olympijské kvalifikaci
- Klasik s indexem S2d dostal kvótu pro svoji zemi na světové olympijské kvalifikaci č.2. dodatečně.
- Klasik s indexem N byl nominován na olympijské hry na úkor krajana, který kvótu vybojoval.
- Klasik s indexem DQ byl později diskvalifikován za doping, případně jiný prohřešek, kvóta propadla na dalšího účastníka olympijské kvalifikace.
- Klasik s indexem ZR se v přípravě na olympijské hry zranil.

## Pozvaní sportovci
Jednotlivé národní olympijské výbory měly k dispozici 4 pozvánky (kvóty) v řecko-římském a volném stylu pro účast na Olympijských hrách v Athénách. Žádost o pozvánku se zasílala Mezinárodnímu olympijskému výboru (MOV) do 31. ledna 2004. O přidělení pozvánek rozhodovala po skončení olympijské kvalifikace Tripartitní komise složená z Mezinárodní zápasnické federace (FILA), Mezinárodního olympijskému výboru (MOV) a Asociace národních olympijských výborů (ACNO), které vyhověli podmínkám udělení pozvánky – podmínkám vyhovují především malé a rozvojové země.
Pozvánku resp. kvótu obdržely tyto čtyři země:
- Afghánistán – volnostylař
- Guam – volnostylař
- Guinea-Bissau – volnostylařka
- Palau – klasik

Jedna z výše uvedených zemí nominovala na olympijské hry v Athénách klasika viz níže v tabulce.
|      | -55 | -60 | -66 | -74 | -84 | -96                | -120 |
| ---- | --- | --- | --- | --- | --- | ------------------ | ---- |
| muži | —   | —   | —   | —   | —   | John Tarkong (PLW) | —    |

## Divoká karta
Tripartitní komise složená z Mezinárodní zápasnické federace (FILA), Mezinárodního olympijskému výboru (MOV) a Asociace národních olympijských výborů (ACNO) držela 12 kvót zemím, které zasáhli do třífázové olympijské kvalifikace, neměli však štěstí na zisk kvalifikační kvóty. Snahou bylo rozdělit kvóty rovnoměrně podle kontinentů.
Divokou kartu resp. kvótu obdrželo těchto 12 zemí:
- Evropa
  - Albánie – volnostylař
  - Lotyšsko – klasik
  - Portugalsko – klasik
  - Spojené království – volnostylař
- Afrika
  - Alžírsko – klasik
  - Nigérie – volnostylař
  - Senegal – volnostylař
  - Tunisko – volnostylařka
- Amerika
  - Brazílie – volnostylař
  - Dominikánská republika – klasik
  - Peru – klasik
- Asie
  - Severní Korea – volnostylař

5 z výše uvedených zemí nominovalo na olympijské hry v Athénách klasika viz níže v tabulce.
|      | -55                                        | -60                                   | -66 | -74 | -84 | -96               | -120 |
| ---- | ------------------------------------------ | ------------------------------------- | --- | --- | --- | ----------------- | ---- |
| muži | Samir Benchenaf (ALG) Jansel Ramírez (DOM) | Sidney Guzman (PER) Hugo Passos (POR) | —   | —   | —   | Igor Kostin (LAT) | —    |

## Česká stopa v olympijské kvalifikaci
Do třífazové olympijské kvalifikace zasáhlo celkem 9 českých klasiků. Petr Švehla (−55 kg) patřil v aktuálním olympijském období mezi přední světové zápasníky a postup na olympijské hry do Athén si nenechal ujít hned při první fázi kvalifikace na mistrovství světa v Créteil. Kvalifikace se dále očekávala od Marka Švece (−96 kg) a Davida Vály (−120 kg). Oba se však na mistrovství světa neumístili do 10. místa a museli podstoupit zbývající dvě fáze. Ve druhé fází kvalifikace v Novim Sadu se Marek Švec nedostal ze základní skupiny přes Litevce Mindaugase Ežerskise a David Vála nepostoupil ze základní skupiny přes Turka Yektu Yılmaz Güla. Ve třetí fázi v uzbeckém Taškentu Marek Švec prohrál ve čtvrtfinále se Sergejem Lištvanem a na olympijské hry se nekvalifikoval. David Vála postoupil ze čtyřčlenné základní skupiny přímo do semifinále a konečným třetím místem vybojoval účast na olympijských hrách.
Bez výraznějšího výsledku do olympijské kvalifikace zasáhli klasici: Jan Hocko (−60 kg), Ondřej Ulip (−60 kg), Ondřej Jaroš (−66 kg), Michal Bláha (−66 kg), Petr Bielesz (−74 kg), Filip Soukup (−84 kg).